# Mercedes Álvarez
Mercedes Álvarez (Aldealseñor, Sòria, 20 d'agost de 1966) és una cineasta espanyola.

## Trajectòria professional
El 1997 va dirigir el curtmetratge de ficció El viento africano. Des de 1998 es va centrar en el documental i va prendre part en el Màster de Documental Creatiu de la Universitat Pompeu Fabra de Barcelona. Va treballar com a muntadora en la pel·lícula de José Luis Guerín En construcció. El 2004 va dirigir la seva opera prima, el llargmetratge documental El cielo gira, guanyadora de nombrosos i prestigiosos festivals i que es va poder veure a moltes sales de cinema de tot el món. Ja instal·lada a Catalunya, l'any 2007 començà la realització del llargmetratge Mercado de futuros, coproduït per Televisió Espanyola i Televisió de Catalunya, que s'estrenà l'any 2011 i que ha estat seleccionat en els festivals més importants de cinema del món. L'any 2006 va guanyar el Premi Internacional Terenci Moix al personatge revelació de l'any per El cielo gira.
El 2013 representà, conjuntament amb l'artista visual Francesc Torres, Catalunya i les Illes Balears a la Biennal de Venècia amb l'obra de nova producció 25%, comissariada per Jordi Balló. 25% és un projecte d'autoria diversa, fruit d'una idea original de Francesc Torres i desenvolupada per Jordi Balló. La idea parteix de 10 persones sense feina que cobreixen un espectre social el més ampli possible. Torres i Álvarez desenvoluparan el projecte artístic a través de la convivència amb cadascun d'ells.

## Filmografia
- 1997: El viento africano
- 2004: El cielo gira. Tiger Award, Festival Internacional de Cinema de Rotterdam 2004 Winner ‘Grand Prix', Festival du Cinéma du Reel, Paris, 2005 Premio Unosguardo a la Mejor Película, Infinity Festival Mejor Película al Buenos Aires Festival Internacional de Cinema Independent (BAFICI).
- 2011: Mercado de futuros. Premi Mirades Noves, Visions du réel de Nyon (Suïssa). Menció especial al Buenos Aires Festival Internacional de Cinema Independent (BAFICI). Premi Navaja de Buñuel de Versión Española de RTVE
- 2012: Cinco elementos para cualquier universo